# Emblyna sublata
Emblyna sublata là một loài nhện trong họ Dictynidae.
Loài này thuộc chi Emblyna. Emblyna sublata được Nicholas Marcellus Hentz miêu tả năm 1850.